# Agelaioides
Agelaioides is een geslacht van zangvogels uit de familie troepialen (Icteridae).

## Soorten
Het geslacht kent twee soorten:
- Agelaioides badius – Grijze koevogel
- Agelaioides fringillarius – Bleke koevogel